# Albert Jacquemart
Albert Jacquemart (1808-1875) fue un escritor, historiador del arte de la cerámica francesa, y naturalista.

## Biografía
Publicó en 1873 su Histoire de la céramique, que se hizo referencia. Estudió en esa obra la producción ceramista en Babilonia, Egipto, Grecia y Roma antigua.
También fue conocido por ser colector principal de la cerámica oriental, fue él quien estableció tipologías todavía utilizadas en Occidente para describir las cerámicas chinas del tiempo de la dinastía Qing, clasificándolas por « familias », de acuerdo con su coloración. Hizo conocer en particular la « familia rosa », así como la « familia verde », o la « familia negra ». Estos términos se utilizan hoy en día, en castellano, francés, inglés, portugués, alemán.
A su muerte, su amigo Adrien Dubouché, empresario y amateur del arte, compró su colección de cerámicas orientales y la donó al Museo Nacional de la porcelana de Limoges, aportando unas 600 piezas.

## Algunas obras
- Histoire artistique, industrielle et commerciale de la porcelaine, 1862
- Notices sur les majoliques de l'ancienne collection Campana, 1863
- Les merveilles de la céramique ou l'art de façonner et decorer les vases en terre cuite, faience, grès et porcelaine depuis les temps antiques jusqu'à nos jours. Paris: Hachette, 1866-69, 3 vols.
- Histoire de la céramique: étude descriptive et raisonnée des poteries de tous les temps et de tous les peuples. Paris: Hachette, 1873, 2ª ed. 1883
- Histoire du mobilier: recherches et notes sur les objets d'art qui peuvent composer l'ameublement et les collections de l'homme du monde et du curieux. Paris: Hachette, 1876, 2ª ed. 1884

## Literatura
- Albert Jacquemart's collection of Pottery, oriental, en: The Academy and literature. Londres: Academy Publ.Co. etc., 9 (1876: enero/junio)